# Jambi (Stadt)
Jambi ist die Hauptstadt der gleichnamigen Provinz Jambi auf Sumatra, Indonesien und zugleich die bevölkerungsreichste Stadt der Provinz. Als autonome Stadt (indonesisch Kota), ist sie politisch und rechtlich einem Regierungsbezirk gleichgestellt.
Jambi zählte am Jahresende 2023 637.510 Einwohner (Fortschreibung durch die Einwohnermeldeämter), davon waren 50,23 % männlich (320.196) und 49,77 % weiblich (317.314), d. h. auf 100 Frauen kamen (rechnerisch) 100,9 Männer. Im Wesentlichen setzt sich die Bevölkerung aus Javanern, Sundanesen, Bugis und Chinesen zusammen.

## Geographie

### Lage
Die Stadt erstreckt sich auf Höhen zwischen 10 und 60 m ü. d. M. und liegt am Batang Hari, dem längsten Fluss Sumatras, 155 Flusskilometer und etwa 90 km Luftlinie tief im Inneren der Provinz. An der Anlegestelle für Passagierschiffe befindet sich ein großer Markt, westlich des in den Batang Hari mündenden Sungai Asam. Über ihn wird die Bevölkerung mit frischen Waren versorgt.
Industriell ist der Standpunkt für die Region insofern von Bedeutung, als im Mittelpunkt der Produktion, Öl- und Gummierzeugnisse stehen. Daneben bestehen viele Papiermühlen, welche oft in Zusammenarbeit mit der bisweilen illegal rodenden Baumverarbeitungsindustrie das ökologische Gleichgewicht des Regenwaldes auf der Insel gefährden.
Der Flughafen Sultan Taha (DJB), benannt nach dem 1858 abgesetzten Herrscher, befindet sich im 4,5 km entfernten Ort Paalmerah.

### Wetter und Klima
Die Stadt liegt auf der südlichen Hemisphäre. Hier herrscht, wie in ganz Indonesien, tropisches Regenwaldklima (feuchttropisches Klima). Man unterscheidet eine trockene Jahreszeit (Juni bis September) und die Regenzeit (August bis November). Die Luftfeuchtigkeit erreicht an manchen Tagen 100 Prozent.
|                        | Jan   | Feb   | Mär   | Apr   | Mai   | Jun   | Jul   | Aug  | Sep   | Okt   | Nov   | Dez   |   |         |
| Mittl. Temperatur (°C) | 26    | 26    | 27    | 26    | 27    | 26    | 26    | 27   | 26    | 26    | 26    | 26    | ⌀ | 26,3    |
| Mittl. Tagesmax. (°C)  | 29    | 30    | 31    | 30    | 30    | 29    | 29    | 32   | 30    | 30    | 29    | 30    | ⌀ | 29,9    |
| Mittl. Tagesmin. (°C)  | 24    | 24    | 24    | 24    | 24    | 24    | 23    | 32   | 23    | 23    | 23    | 23    | ⌀ | 24,3    |
|                        |       |       |       |       |       |       |       |      |       |       |       |       |   |         |
| Niederschlag (mm)      | 238,3 | 201,0 | 349,8 | 353,8 | 287,4 | 230,3 | 141,1 | 48,6 | 185,8 | 280,1 | 321,2 | 206,4 | Σ | 2.843,8 |
|                        |       |       |       |       |       |       |       |      |       |       |       |       |   |         |
| Regentage (d)          | 27    | 20    | 21    | 21    | 27    | 22    | 23    | 10   | 21    | 20    | 25    | 18    | Σ | 255     |

| 24 |

| 24 |

| 24 |

| 24 |

| 24 |

| 24 |

| 23 |

| 32 |

| 23 |

| 23 |

| 23 |

| 23 |

| 24 |

| 24 |

| 24 |

| 24 |

| 24 |

| 24 |

| 23 |

| 32 |

| 23 |

| 23 |

| 23 |

| 23 |

## Verwaltungsgliederung
Seit dem Jahr 2014 gliedert sich die Stadt Jambi in 11 Distrikte (indonesisch Kecamatan), die sich wiederum aus 62 städtisch geprägten (urbanen) Dörfern indonesisch Kelurahan zusammensetzen. Eine weitere Unterteilung erfolgt in Dusun und RT (2017: 1624 Rukun Tetangga).
| Code 1   | Kecamatan Distrikt | Ibu Kota Verwaltungssitz | Fläche (km²) 6 | Einw. Zensus 2010 2 | Volkszählung 2020 | Volkszählung 2020 | Volkszählung 2020 | Anzahl der Desa/Kel. |
| Code 1   | Kecamatan Distrikt | Ibu Kota Verwaltungssitz | Fläche (km²) 6 | Einw. Zensus 2010 2 | Einw. 3           | 0Dichte 40        | Sex Ratio 5       | Anzahl der Desa/Kel. |
| -------- | ------------------ | ------------------------ | -------------- | ------------------- | ----------------- | ----------------- | ----------------- | -------------------- |
| 15.71.01 | Telanaipura        | Telanai Pura             | 22,51          | 92.366              | 49.212            | 2.186,2           | 100,80            | 6                    |
| 15.71.02 | Jambi Selatan00    | Pakuan Baru              | 11,41          | 124.280             | 56.929            | 4.989,4           | 100,40            | 5                    |
| 15.71.03 | Jambi Timur        | Tanjung Pinang           | 15,94          | 77.823              | 66.124            | 4.148,3           | 102,17            | 9                    |
| 15.71.04 | Pasar Jambi        | Pasar                    | 4,02           | 12.800              | 11.193            | 2.784,3           | 97,51             | 4                    |
| 15.71.05 | Pelayangan         | Ulu Gedong               | 15,29          | 12.861              | 12.939            | 846,2             | 103,48            | 6                    |
| 15.71.06 | Danau Teluk        | Olak Kemang              | 15,7           | 11.824              | 12.822            | 816,7             | 102,40            | 5                    |
| 15.71.07 | Kota Baru          | Paal Lima                | 36,11          | 139.359             | 80.062            | 2.217,2           | 102,28            | 5                    |
| 15.71.08 | Jelutung           | Jelutung                 | 7,92           | 60.544              | 59.442            | 7.505,3           | 99,58             | 7                    |
| 15.71.09 | Alam Barajo        | Bagan Pete               | 41,56          | –00                 | 108.196           | 2.603,4           | 101,70            | 5                    |
| 15.71.10 | Danau Sipin        | Murni                    | 7,88           | –00                 | 43.375            | 5.504,4           | 101,50            | 5                    |
| 15.71.11 | Paal Merah         | Talang Bakung            | 27,13          | –00                 | 105.906           | 3.903,7           | 102,58            | 5                    |
| 15.71    | Kota Jambi         | Kota Jambi               | 205,38         | 531,87              | 606.200           | 2.951,6           | 101,53            | 62                   |

### Soziale Daten 2020
| Merkmal                                                            | Kabupaten | 0Provinz Jambi0 |
| ------------------------------------------------------------------ | --------- | --------------- |
| Bevölkerung unterhalb der Armutsgrenze (Tsd.)0                     | 50,44     | 277,80          |
| Anteil der „armen Bevölkerung“ (indonesisch Penduduk miskin) (%)00 | 08,27     | 007,58          |
| Arbeitslosenrate (%)                                               | 00,49     | 005,13          |
| Lebenserwartung bei der Geburt (Jahre)                             | 74,32     | 073,33          |
| HDI-Index                                                          | 78,37     | 071,29          |
| Analphabetenquote (in %, 15+ J.)                                   | 00,57     | 001,64          |
| Anteil der Altersgruppen                                           | 0Real0    | 0Prozentual0    |
| Kinder (<15 J.)                                                    | 155.885   | 027,71          |
| arbeitsfähige Bevölkerung (15–64 J.)                               | 421.275   | 068,56          |
| Rentner und Pensionäre (>65 J.)                                    | 029.040   | 003,72          |

## Demographie
Zur letzten Volkszählung 2020 betrug der Frauenanteil 49,62 %, also 300.793 von 606.200 Einwohnern.
Der Islam war und ist die vorherrschende Religion. Im Jahr 2020 bekannten sich 87,34 Prozent der Bevölkerung hierzu. Christen waren mit 48.390 Gläubigen (8,03 %) vertreten, davon waren 26.531 und 21.759 Protestanten. Erwähnenswert sind noch 16.534 Buddhisten (2,74 %) und 7.406 Hindus (1,23 %). In den Kecamatan Paal Meriah (7.247/2.087) und Alam Barajo (6.147/5.623) wurden die meisten Christen gezählt. In vier Kecamatan gab es mehr Katholiken als Protestanten und in zwei Kecamatan gar keine Christen. Zur Glaubensausübung standen 385 Moscheen und 410 Mushola (kleinere Gebetsräume) bereit, weiterhin 52 Kirchen der Protestanten (davon 26 im Kec. Kota Baru), 4 katholische Kirchen und 11 Klöster (Vihara).

### Aktuelle Bevölkerungsdaten zur Bevölkerungsfortschreibung
Nachfolgende Tabelle gibt den Einwohnerstand nach Geschlecht vom Jahresende 2022 und zum Jahresende 2023 wieder. Er resultiert aus den Ergebnissen der Fortschreibung durch die örtlichen Zivilregistrierungsbüros (Disdukcapil, indonesisch Dinas Kependudukan dan Pencatatan Sipil). Die Jahresendstände können in zwei interaktiven Karten abgerufen werden
| Kecamatan       | Jahresende 2022 2 | Jahresende 2022 2 | Jahresende 2022 2 | Jahresende 2022 2 | Jahresende 2023 2 | Jahresende 2023 2 | Jahresende 2023 2 | Dichte 2023 | Sex Ratio 2023 3 |
| Kecamatan       | Fläche (km²)      | Bev. insg.        | männl.            | weibl.            | Bev. insg.        | männl.            | weibl.            | Dichte 2023 | Sex Ratio 2023 3 |
| --------------- | ----------------- | ----------------- | ----------------- | ----------------- | ----------------- | ----------------- | ----------------- | ----------- | ---------------- |
| Telanaipura     | 18,77             | 54.507            | 27.264            | 27.243            | 55.883            | 27.937            | 27.946            | 2.977,3     | 99,97            |
| Jambi Selatan00 | 7,68              | 58.738            | 29.395            | 29.343            | 58.217            | 29.116            | 29.101            | 7.580,3     | 100,05           |
| Jambi Timur     | 13,80             | 67.045            | 33.790            | 33.255            | 66.511            | 33.545            | 32.966            | 4.819,6     | 101,76           |
| Pasar Jambi     | 1,64              | 11.396            | 5.634             | 5.762             | 11.169            | 5.493             | 5.676             | 6.810,4     | 96,78            |
| Pelayangan      | 10,31             | 13.605            | 6.905             | 6.700             | 13.615            | 6.932             | 6.683             | 1.320,6     | 103,73           |
| Danau Teluk     | 15,52             | 13.356            | 6.737             | 6.619             | 13.468            | 6.808             | 6.660             | 867,8       | 102,22           |
| Kota Baru       | 27,18             | 86.105            | 43.279            | 42.826            | 89.641            | 45.043            | 44.598            | 3.298,1     | 101,00           |
| Jelutung        | 7,74              | 60.678            | 30.229            | 30.449            | 60.237            | 30.081            | 30.156            | 7.782,6     | 99,75            |
| Alam Barajo     | 36,22             | 109.541           | 54.905            | 54.636            | 113.139           | 56.699            | 56.440            | 3.123,7     | 100,46           |
| Danau Sipin     | 7,46              | 43.413            | 21.777            | 21.636            | 42.778            | 21.429            | 21.349            | 5.734,3     | 100,37           |
| Paal Merah      | 25,29             | 110.194           | 55.785            | 54.409            | 112.852           | 57.113            | 55.739            | 4.462,3     | 102,47           |
| Kota Jambi      | 171,61            | 628.578           | 315.700           | 312.878           | 637.510           | 320.196           | 317.314           | 3.714,9     | 100,91           |

## Geschichte
Die Ortschaft war Residenz des Sultans von Jambi. Eine erste Faktorei der VOC wurde 1616 errichtet. Nach der Niederschlagung des Aufstandes von 1901–07 wurde die Stadt Verwaltungssitz des gleichnamigen Distrikts unter einem Residenten. Dort wohnten 1913 38.311 Personen, davon waren 957 Chinesen, 468 Araber, 70 Europäer und 37 andere Ausländer. In der Stadt selbst, die aus 12 Dörfern (kampong) bestand, waren es 7343 Einwohner (727 Chinesen, 263 Araber, 35 asiatische Ausländer, 63 Europäer), dazu kam eine Garnison von 150 Soldaten und 240 Polizisten. Der Regierungsbezirk war 17.295 km² groß. Bis November 1920 stieg die Einwohnerzahl der Stadt auf 11.311; darunter befanden sich 132 Europäer und 1847 Chinesen. Im Bezirk wohnten 46.777 Personen. Die Stadt wurde durch den Fluss geteilt, entlang des rechten Ufers lag das Europäerviertel, linkerseits lebten die Einheimischen, die sich auf 18 Weiler verteilten.
Am 30. Dezember 2014 wurden drei Kecamatan gebildet: Alam Barajo aus Teilen des Kecamatan Kota Baru, Danau Sipin aus Teilen des Kecamatan Telanaipura sowie Paal Merah aus Teilen des Kecamatan Jambi Selatan.

## Der Candi Muaro Jambi-Komplex

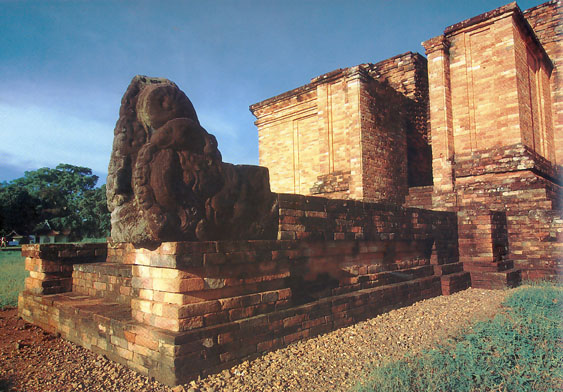
Der Candi Gumpung Muarojambi

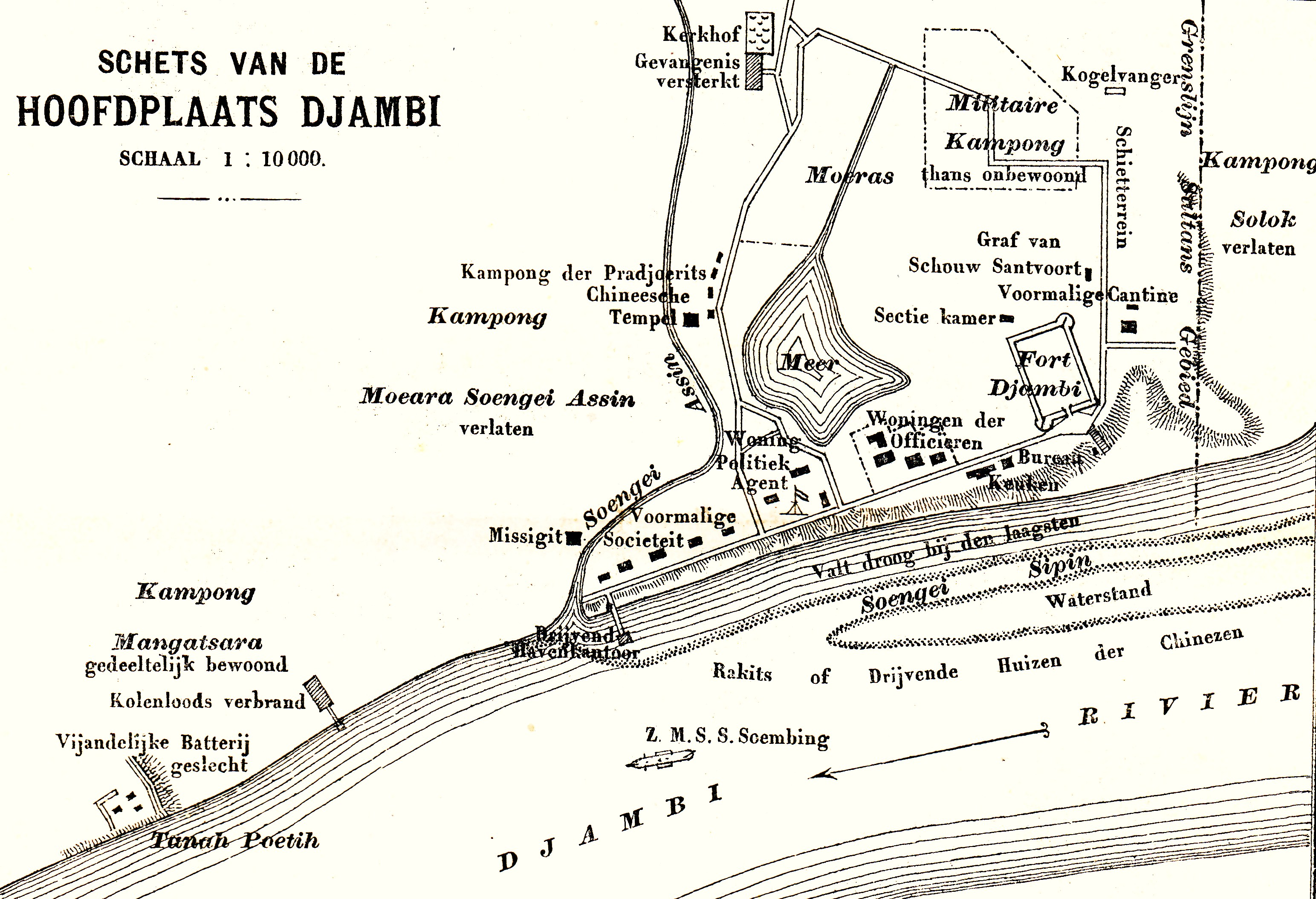
Ortsplan von Jambi (1878)

Eine besondere Sehenswürdigkeit ist der Candi Muaro Jambi. Hierbei handelt es sich um einen buddhistischen Tempelkomplex, der ungefähr 25 km östlich von Jambi liegt und zwischen dem 11. und 13. Jahrhundert eine Metropole des Handelsreiches Srivijaya war. Der Tempelkomplex ist die größte archäologische Stätte auf Sumatra, die insgesamt acht ausgegrabene Tempelheiligtümer umfasst, darunter beispielsweise den Candi Tinggi, den Candi Kedaton oder den Candi Gumpung, und dabei ein Areal von etwa 12 km² abdeckt. Das Gebiet zieht sich über 7,5 km entlang des Batang Hari, an welchem weitere, nicht ausgegrabene, von dichtem Dschungeldickicht überwucherte Tempel liegen. Derzeit werden weitere Ausgrabungen vorgenommen, welche allein die indonesische Regierung finanziert; hierbei konnten bereits sieben von 82 Tempelgebäuden freigelegt werden. Künstliche Kanäle, einst aus rituellen, aber auch praktischen Gründen angelegt, verbinden die Anlage mit dem Fluss. Es wird in der Region erwartet, dass die architektonische Hinterlassenschaft des frühen Buddhismus bald zum UNESCO-Welterbe zählt.
Die Tempel sind aus rotem Ziegelstein und weisen im Gegensatz zu den javanischen Tempeln wenig Ornamentik in Form von Schnitzereien oder bildhauerischer Bearbeitung auf.

## Städtepartnerschaften
- Kupang, Indonesien
- Nakhon Ratchasima, Thailand
- Ermera, Osttimor
- Ainaro, Osttimor
- Gyeongju, Südkorea

## Weitere Sehenswürdigkeiten
- Orchideenfarm mit bis zu 170 verschiedenen Orchideenarten
- Provinz-Museum – Heimatmuseum der Region
- Jambi-Batiken – eine aus Indonesien stammende und überall im Land beliebte und berühmte Textilmalkunst
- Rumah Adat Jambi – der Nachbau eines traditionellen Hauses im Park Taman Mayan Mangurai
- Harapan-Regenwald[13]

## Sonstiges
- Knapp 5 km entfernt liegt der Versorgungsflughafen der Stadt, Paalmerah. In der Stadt liegt der Sultan Thaha Airport.
- 1963 wurde die Jambi University gegründet.